# Mairead Corrigan
Máiread Corrigan (Belfast, 27 januari 1944), ook bekend onder haar geboortenaam Mairead Maguire, is een Noord-Ierse vredesactivist, en medeoprichter van de Community of Peace People, een organisatie met het doel geweldloze oplossingen te vinden voor the Troubles in Noord-Ierland. In 1976 won ze de Nobelprijs voor de Vrede samen met Betty Williams, de andere oprichtster van de Community of Peace People.

## Privé-leven
Corrigan werd geboren in een Rooms-Katholiek gezin als tweede van zeven kinderen. Ze ging tot haar 14e naar een Katholieke school. Daarna vond ze werk als secretaresse.
In 1981 trouwde ze met Jackie Maguire, de weduwnaar van haar zus Anne. Ze werd zo de moeder van Jackie’s drie kinderen, en kreeg samen met hem ook twee kinderen.

## Betrokkenheid bij de vredesbeweging
Corrigan ging zich bezighouden met de vredesbeweging nadat de drie zoontjes van haar zus om het leven kwamen bij de liquidatie van een  lid van de Provisional Irish Republican Army (PIRA) door het Britse leger, waarbij hij de macht over het stuur verloor. Samen met Betty Williams, die getuige was van de aanslag, richtte ze Women for Peace op, welke uiteindelijk uitgroeide tot de Community for Peace People. De organisatie kreeg 35.000 leden, die samen protesteerden tegen het geweld in Noord-Ierland. Voor dit werk kregen beide vrouwen in 1976 de Nobelprijs voor de Vrede.

## Activistische bezigheden
In 1990 kreeg Corrigan de Pacem in Terris Award, een Katholieke onderscheiding voor een persoon die zich heeft ingezet op het gebied van vrede en gerechtigheid. Ze is lid van de raad van de International Coalition for the Decade.
In 2006 was Corrigan een van de oprichters van de Nobel Women's Initiative, samen met Nobelprijswinnaars Betty Williams, Shirin Ebadi, Wangari Maathai, Jody Williams en Rigoberta Menchu Tum. Deze organisatie heeft tot doel het wereldwijd steunen van vrouwenrechten. Corrigan is tevens lid van de groep Consistent Life Ethic en van de Raad van Advies van The Rights Forum.

### Strijd voor Palestijnse rechten
In april 2007 werd Corrigan tijdens een protest tegen de bouw van de Israëlische Westoeverbarrière geraakt door een rubber kogel van de Israëlische politie. Tevens kreeg ze traangas binnen en moest worden opgenomen in het ziekenhuis.

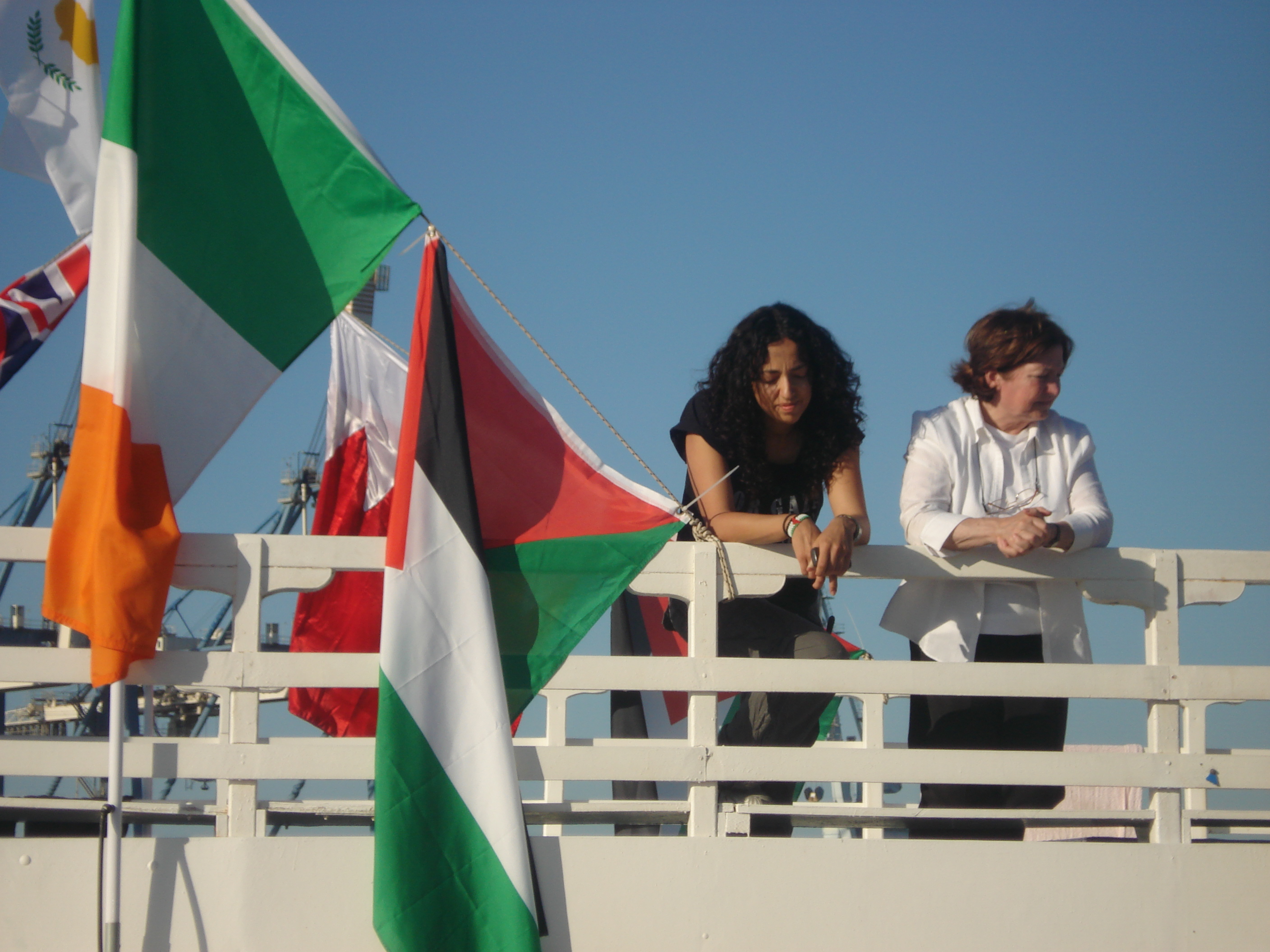
Corrigan (rechts) op het actieschip Spirit of Humanity in 2009

Corrigan was in 2009 en 2010 aanwezig op een actieschip van een door de Israëlische marine gekaapte flotilla naar Gaza, gericht op het doorbreken van de Israëlische blokkade van Gaza en de levering van hulpgoederen. De actie in 2010 vond vier maanden na de gewelddadige onderschepping van een scheepskonvooi plaats, waarbij negen doden vielen. Bij die onderschepping werd zij met de overige activisten in een gevangeniscel gezet alvorens te worden gedeporteerd. In hetzelfde jaar demonstreerde Corrigan ook in Bil'in op de Westelijke Jordaanoever tegen de Israëlische bezetting.
Corrigan is lid van de Raad van Advies van The Rights Forum.